# Drużyna amunicyjna
Drużyna amunicyjna – specjalnie wydzielony pododdział żołnierzy wchodzących w skład jednostki zaopatrzeniowej, którego głównym zadaniem jest zaopatrywanie w amunicję jednostek wojskowych na danym obszarze działań, który przydzielony zostaje przez dowódcę związku taktycznego/dowódcę zaopatrzenia etc.